# Michael McClune
Michael McClune (Long Beach, 22 agosto 1989) è un ex tennista statunitense.
Nel 2007 ha ricevuto una wild card per il tabellone principale degli US Open, ma viene subito eliminato dall'argentino Juan Ignacio Chela in tre set.
Il 19 agosto 2012, sconfiggendo il connazionale Jack Sock nel turno decisivo delle qualificazioni, accede al tabellone principale del Winston-Salem Open 2012 nel cui primo turno ha la meglio sul colombiano Alejandro Falla aggiudicandosi il primo match in un evento del circuito maggiore dell'ATP.

## Statistiche

### Tornei minori

#### Singolare

##### Vittorie (6)
| Legenda tornei minori |
| Challenger (0)        |
| Futures (6)           |

| Numero | Data              | Torneo                 | Superficie | Avversario in finale | Punteggio        |
| 1.     | 22 settembre 2007 | U.S.A. F23, Costa Mesa | Cemento    | Tim Smyczek          | 6-4, 6-2         |
| 2.     | 20 ottobre 2007   | U.S.A. F26, Mansfield  | Cemento    | Carsten Ball         | 6(0)–7, 6-4, 6-3 |
| 3.     | 26 ottobre 2008   | U.S.A. F28             | Cemento    | Daniel King-Turner   | 3-6, 6-3, 6-4    |
| 3.     | 28 giugno 2009    | Norway F1, Gausdal     | Cemento    | Stian Boretti        | 6-3, 7–6(4)      |
| 4.     | 26 settembre 2009 | U.S.A. F23, Costa Mesa | Cemento    | Ryan Harrison        | 6-4, 7–6(2)      |
| 5.     | 18 ottobre 2009   | U.S.A. F23, Austin     | Cemento    | Dimitar Kutrovsky    | 7–6(5), 6-3      |

##### Finali perse (7)
| Legenda tornei minori |
| Challenger (1)        |
| Futures (6)           |

| Numero | Data              | Torneo                             | Superficie  | Avversario in finale | Punteggio        |
| 1.     | 21 ottobre 2006   | U.S.A. F26, Mansfield              | Cemento     | Izak van der Merwe   | 6(5)–7, 4-6      |
| 2.     | 20 gennaio 2008   | El Salvador F1, Santa Tecla        | Terra rossa | Leonardo Azzaro      | 6-2, 4-6, 4-6    |
| 3.     | 21 settembre 2008 | U.S.A. F23, Costa Mesa             | Cemento     | Zack Fleishman       | 6-4, 4-6, 6(5)–7 |
| 4.     | 12 aprile 2009    | U.S.A. F8, Little Rock             | Cemento     | Matej Bocko          | 5-7, 6-2, 4-6    |
| 5.     | 18 settembre 2011 | USTA Challenger of Oklahoma, Tulsa | Cemento     | Bobby Reynolds       | 1-6, 3-6         |
| 6.     | 3 giugno 2012     | Korea F3, Gimcheon                 | Cemento     | Wu Di                | 1-6, 1-6         |
| 7.     | 17 giugno 2012    | U.S.A. F15, Chico                  | Cemento     | Phillip Simmonds     | 6-4, 2-6, 2-6    |